# Львовский локомотиворемонтный завод
Львовский локомотиворемонтный завод (укр. Львівський локомотиворемонтний завод) — предприятие по ремонту электровозов для нужд железных дорог, расположенное в Железнодорожном районе города Львов.

## История
Предприятие было основано в ноябре 1861 года как мастерские по ремонту паровозов.
Был разрушен в годы первой мировой войны.
В 1944 году завод был разрушен отступавшими немецкими войсками, но в 1945—1946 г. был отстроен заново и к концу 4-й пятилетки полностью восстановлен.
В августе 1997 года завод был включён в перечень предприятий, имеющих стратегическое значение для экономики и безопасности Украины.
31 марта 2003 года Кабинет министров Украины передал полномочия по управлению государственными корпоративными правами Львовского локомотиворемонтного завода государственной администрации железнодорожного транспорта "Укрзализныця", 3 декабря 2008 года это решение было отменено.
2007 год завод завершил с прибылью 4,644 млн. гривен.
Начавшийся в 2008 году экономический кризис осложнил положение предприятия. 2008 год завод завершил с прибылью 6,613 млн. гривен и с целью сокращения эксплуатационных расходов к началу 2009 года был переведён с природного газа на мазут, но в связи с сокращением объемов производства к весне 2009 года часть работников была отправлена в неоплачиваемый отпуск. 2009 год завод завершил с прибылью 63 тыс. гривен. В 2010 году положение завода стабилизировалось, но в связи с сокращением государственных заказов на ремонт подвижного состава производственные мощности использовались не полностью (так, в январе-сентябре 2012 года ЛЛРЗ работал на 22,9% от плановой мощности).
В июне 2014 года Кабинет министров Украины передал 100% акций завода в собственность акционерного общества железнодорожного транспорта "Українська залізниця".

## Современное состояние
В настоящее время завод продолжает свой трудовой путь по ремонту подвижного состава железных дорог.
ЛЛРЗ специализируется на ремонте электровозов постоянного тока ВЛ8, ВЛ10, ВЛ11 и электровозов переменного тока ВЛ60, ВЛ80, а также модернизирует ВЛ80т, превращая их в односекционные ВЛ40У.